# Pierre-Nicolas Morin
Pour les articles homonymes, voir Pierre Morin et Morin.
Pierre-Nicolas Morin, né le 22 septembre 1756 à Fervaques (Calvados), mort le 20 novembre 1827 à Strasbourg (Bas Rhin), est un général français de la Révolution et de l’Empire.

## États de service
Il entre en service le 1er décembre 1782, dans le 2e régiment de carabiniers, et il est nommé brigadier le 3 avril 1785, fourrier le 12 octobre 1786, adjudant le 18 avril 1788 et sous-lieutenant le 10 octobre 1790. 
Il passe lieutenant le 1er avril 1792, et capitaine le 15 mai suivant. Il sert aux armées du Nord et du Centre sous le maréchal Luckner et le général Kellermann. Il passe à l’armée de la Moselle puis à celle du Nord, et il reçoit le brevet de chef d’escadron par arrêté du Comité de salut public en date du 19 juin 1795. Il fait avec ce grade les campagnes de l’an III à l’an IX aux armées de Rhin-et-Moselle, de Mayence, d’Angleterre, du Danube et du Rhin.
Il est nommé colonel le 31 août 1803, au 2e régiment de carabiniers, qu’il n’a jamais quitté depuis son entrée au service en 1782. En 1805, il fait la campagne d’Autriche. En 1806 et 1807, il participe à la Campagne de Prusse et de Pologne, et il est promu général de brigade le 25 janvier 1807. Employé d’abord dans les dépôts de cavalerie, il est ensuite envoyé dans la 2e division dont il prend le commandement provisoire le 29 mai 1807. Le 29 mai 1809, il est désigné pour inspecter les dépôts de 12 régiments de carabiniers et de cuirassiers en deçà des Alpes, et le 12 juin il est affecté à la 2e division militaire et commandant du département des Ardennes. Le 18 avril 1813, il est nommé commandant d’une brigade légère de cavalerie du 2e corps d’armée. Il est admis à la retraite le 25 septembre 1813.
Il meurt le 20 novembre 1827 à Strasbourg, sa sœur, Marie Morin étant sa seule et unique héritière.

## Décoration
- Légion d'honneur[1],[2].
  - Chevalier de la  Légion d’honneur le 11 décembre 1803.
  - Officier de la Légion d’honneur le 14 juin 1804.
  - Commandeur de la Légion d’honneur le 25 décembre 1805.
- chevalier de Saint-Louis en 1814[1].

## Titre
- Baron d'Empire par décret du 30 juin 1811 et lettres patentes du 12 février 1812[3].

## Dotation
- donataire le 30 juin 1812 d’une rente de 2 000 francs sur les domaines d'Erfurt[3].

## Armoiries
| Figure | Nom du baron et blasonnement |
| ------ | --- |
|        | Armes du baron Pierre-Nicolas Morin et de l'Empire, décret du 30 juin 1811, lettres patentes du 12 février 1812, commandeur de la Légion d'honneur D'azur au lévrier rampant d'argent, colleté de gueules, tenant de la dextre une épée d'or, accompagnée en chef de deux étoiles d'argent : franc-quartier des Barons tirés de l'armée brochant sur le tout - Livrées : les couleurs de l'écu. |

## Sources
- A. Liévyns, Jean-Maurice Verdot, Pierre Bégat, Fastes de la légion-d'honneur : biographie de tous les décorés accompagnée de l'histoire législative et réglementaire de l'ordre, Tome 3, page 443.
- Vicomte Albert Révérend, Armorial du premier empire: titres, majorats et armoiries concédés par Napoléon Ier, Volume 3, 1896, page 285.
- Jean-Baptiste-Pierre Jullien de Courcelles Dictionnaire historique et biographique des généraux français : depuis le onzième siècle jusqu'en 1823, Tome 9, 1823, page 523.
- Chancellerie de La Légion d'Honneur, notice L1939032 : Pierre-Nicolas Morin.